# Кирей, Михаил Ильич
Михаил Ильич Кирей (14 ноября 1936, село Яблонов Львовского воеводства, Польша, теперь в Борынской общине Самборского района Львовской области — 2 июня 2020, Львов, Украина) — советский партийный деятель, председатель Львовского облисполкома. Депутат Верховного Совета УССР 10-11-го созывов. Кандидат в члены ЦК КПУ в 1981—1990 гг.

## Биография
Родился в крестьянской семье.
В 1956 году окончил Львовский сельскохозяйственный техникум плодоовощеводства.
С 1956 года — инженер-землеустроитель Неслуховской машинно-тракторной станции Новомилятинского района Львовской области.
Член КПСС с 1958 года.
В 1958—1959 г. — заведующий отделом Новомилятинськой районной газеты «Ленинская звезда» Львовской области.
В 1959—1961 г. — секретарь Новояричевского районного комитета ЛКСМУ Львовской области.
С 1961 года — инструктор организационного отдела Новояричевского районного комитета КПУ.
С 1962 года — инструктор организационного отдела партийного комитета Каменско-Бугского районного производственного управления сельского хозяйства, заведующий организационным отделом Каменско-Бугского районного комитета КПУ Львовской области.
С 1969 года — инструктор отдела организационно-партийной работы Львовского областного комитета КПУ.
Без отрыва от производства в 1970 году окончил Львовский сельскохозяйственный институт, получил специальность агронома.
В октябре — декабре 1973 г. — 2-й секретарь Каменско-Бугского районного комитета КПУ Львовской области.
В декабре 1973 — марте 1980 г. — 1-й секретарь Каменско-Бугского районного комитета КПУ Львовской области.
6 марта 1980 — апрель 1990 г. — председатель исполнительного комитета Львовского областного Совета народных депутатов.
В 1990—1991 г. — руководитель группы консультантов Львовского областного комитета КПУ.
Потом — на пенсии в городе Львове.

## Награды
- орден Ленина
- орден Трудового Красного Знамени
- Орден Дружбы народов
- медали